# نهر الليطاني

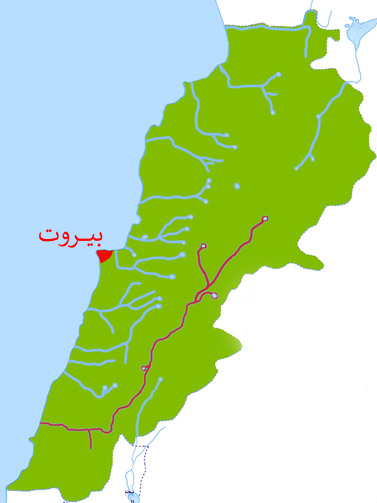

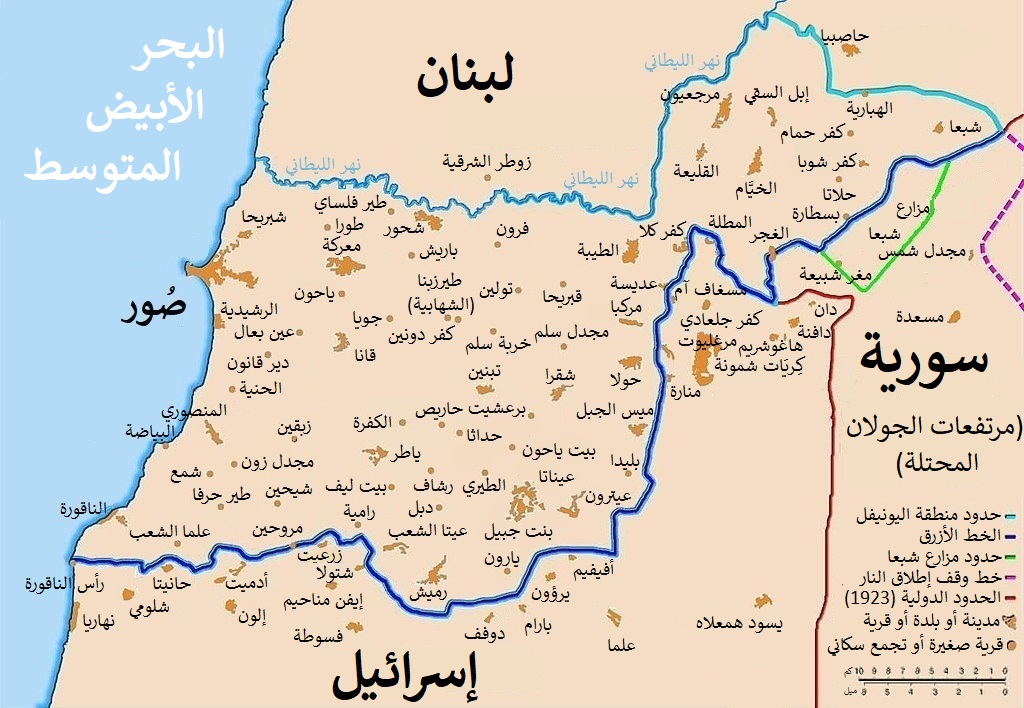
مخطط مسار نهر الليطاني في لبنان

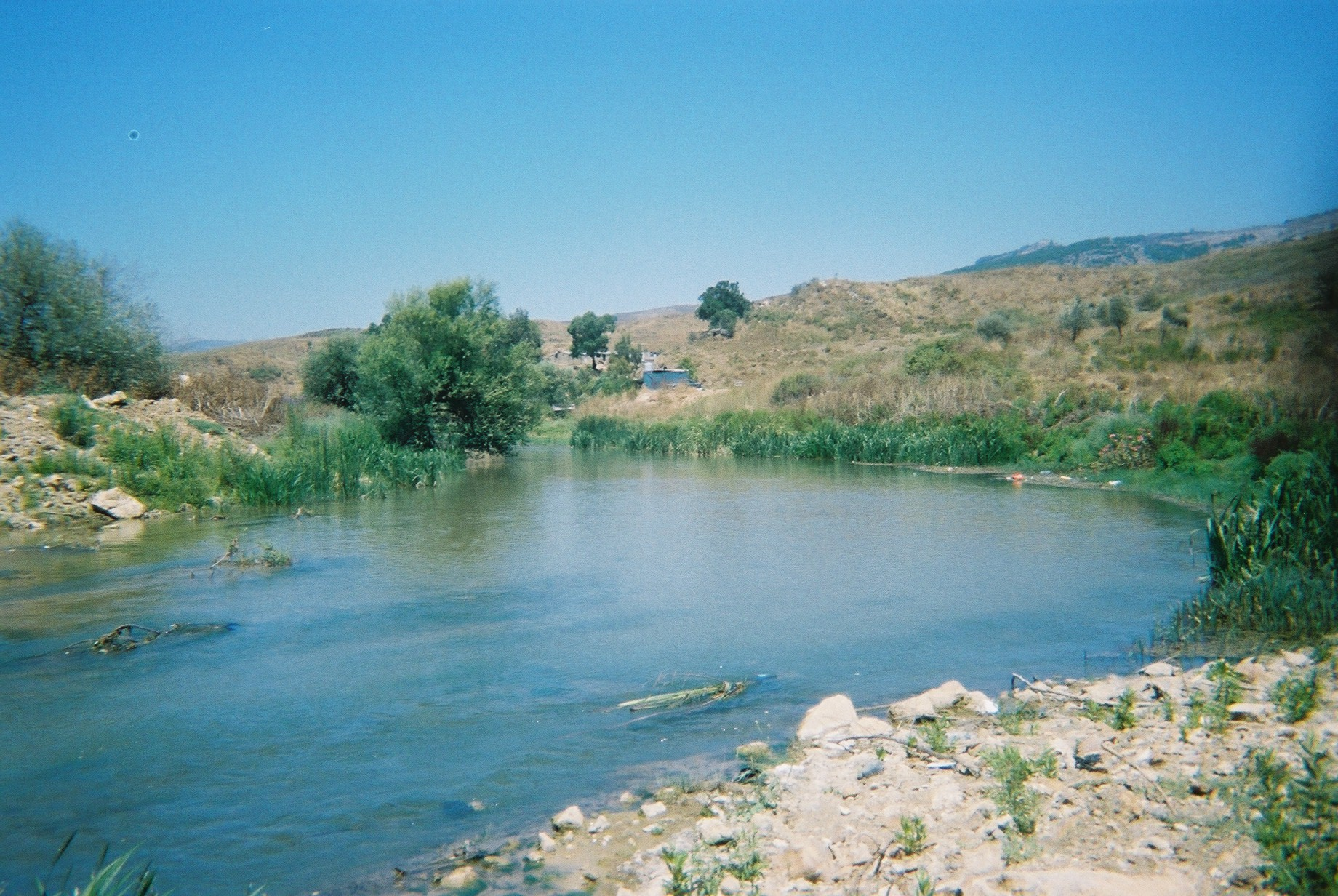
نهر الليطاني عند مروره في جنوب لبنان

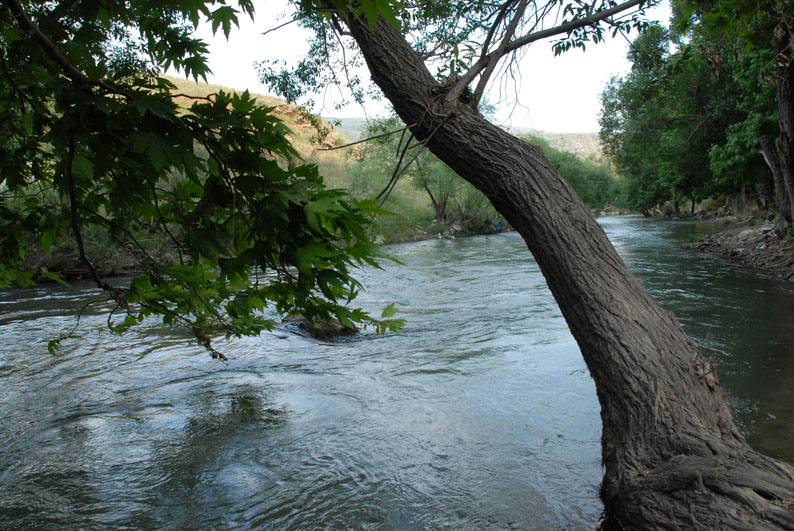
جانب من نهر الليطاني

نهر الليطاني هو أطول أنهار البلاد اللبنانية وأكبرها وأهمها استراتيجياً، حتى اعتبرته لجنة «كلاب» الاقتصادية التابعة للأمم المتحدة عام 1949 «مفتاح مستقبل لبنان».
حيث يستفيد سكان لبنان من مشاريع نهر الليطاني للري؛ ينبع من غرب بعلبك في سهل البقاع ويصب في البحر المتوسط شمال مدينة صور. يبلغ طوله 170 كلم ينبع ويجري ويصب في لبنان. وتبلغ قدرته المائية تقريباً 770 مليون م3 سنوياً والذي أُقيمت عليه المشاريع والدراسات للاستفادة منه في إنتاج الطاقة الكهرومائية وتأمين مياه الري والشرب للبقاع والجنوب والساحل بهدف تنمية القطاع الزراعي والكهربائي وللحد من النزوح والهجرة.
شاركت سلطة نهر الليطاني في مشروع ضخم لتنمية الطاقة الكهرومائية، فاستغلت منطقة رئيسة بطول 850 مترًا تقع بين بحيرة القرعون والبحر الأبيض المتوسط، فأحدث هذا التطور تغييرات هيدرولوجية كبيرة في حوض النهر، حيث تم تحويل العديد من الروافد العليا فوق بحيرة القرعون عبر نظام من الأنفاق والبرك.
فأصبح يصب على بعد عدة كيلومترات من مصبه الأصلي، وقد أدت هذه التغييرات إلى الفصل الهيدرولوجي بين الحوض الليطاني الأعلى وروافده السفلية، وأدى نشوب صراع أهلي طويل الأمد في السبعينات، تلاه إحتلال طويل في الثمانينات حتى التسعينات، إلى دفع البلاد في فوضى وتجميد التنمية والاستثمار في البنية التحتية، لكن بدأت مؤخرًا العديد من الأعمال التي بلغت قيمتها ملايين الدولارات لإعادة إحياء المنطقة، والآن أصبحت القاسمية - وهي مناطق جزء النهر الذي يتدفق غربًا - من أكبر المناطق الزراعية المروية من النهر الليطاني، ويركز المزارعون فيها على محاصيل الحمضيات والموز.

## حوض الليطاني
يحتل حوض الليطاني المرتبة الأولى من حيث المساحة (2175 كيلومتر مربع) أي حوالي 20% من مساحة لبنان، يقع 80% منها في سهل البقاع و 20% في لبنان الجنوبي.
يبلغ متوسط هطول الأمطار في هذا الحوض 700 مليمتر في السنة أي حوالي 764 مليون م3، تتوزع على الشكل التالي : 543 مليون م3 في سد القرعون و 221 مليون م3 في باقي السدود.
كميات المياه التي يصرّفها الحوض تعادل 24% من المتساقطات الصافية على مجمل الأراضي اللبنانية، وهذه الكمية تمثل أكثر من 40% من مجموع كمية المياه الجارية في الأنهر الداخلية.
كما تستثمر 45 في المئة من أراضيه للزراعة، وهو يضم 263 بلدة في 12 قضاء وأربع محافظات.

## منبعه
يعدّ نهراً وطنياً إذ ينبع من ينابيع العليق (نحو 1000 متر) غرب بعلبك، على علو ألف متر ويخترق الليطاني سهل البقاع من شماله إلى جنوبه حيث يحافظ على مستوىً يتراوح بين 800 و 1000 متر. يزداد تصريفه تدريجياً بسبب الروافد التي تنضم إليه. حيث يجري في سهل البقاع، ويصبّ في البحر المتوسط شمال صور .

## أهم روافده
لنهر الليطاني 16 رافداً منها:

### في البقاع على الضفة اليمنى
- نهر البردوني
- نهر شتورا
- نهر قب الياس
- نبع سعد نايل
- نبع عميق
- نبع الخريزات
- نبع مشغرة.

### في البقاع على الضفة اليسرى
- نهر يحفوفا (الذي يروي سهل رياق)
- نهر الغزيل، وهذا الأخير هو أهمها على الإطلاق لأنه يضم نبع رأس العين (تربل).
- نبع الفاعور
- عين البيضا
- نهر الفارغ
- نبع شمسين
- نبع عنجر

تصب جميع هذه الروافد في الليطاني ضمن مسافة عشرة كيلومترات.
في أقصى الجنوب من سهل البقاع يتلقّى الليطاني مياه عين الزرقا ونبع الغلة.

## مساره

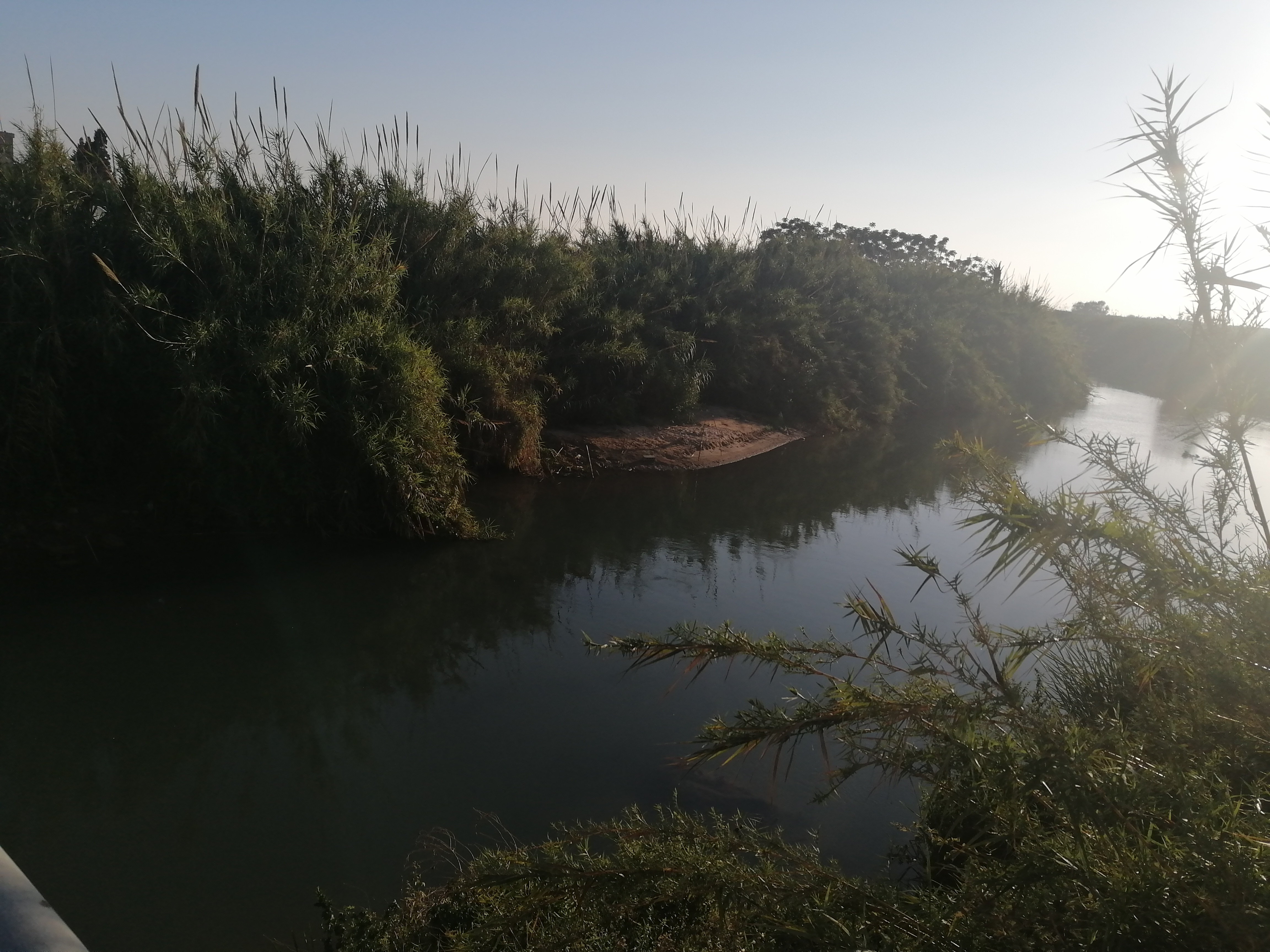
امتداد الليطاني نهر القاسمية مع الأشجار على ضفتيه

عندما يخرج الليطاني من البقاع ويدخل في القسم المنخفض من مجراه، فانه يهبط من علو 800 متر إلى مستوى البحر ضمن مسافة 100 كيلومتر، ويبلغ هذا الانحدار أشده، على علو 500 متر، ضمن مسافة لا تزيد عن أربعين كيلومتر. في هذا القسم المنخفض يتلقى مياه نهر زريقون ونهر وادي السلوقي.
ينحرف مجرى النهر باتجاه الغرب عند جسر الخردلي، بالقرب من قلعة الشقيف تجاه دير ميماس عند المنسوب 235 متر، حيث يسمى بنهر القاسمية، الذي يصب في البحر المتوسط على بعد ثمانية كيلومترات إلى الشمال من مدينة صور

## أهم المشاريع المنفذة عليه
أهم المشاريع المنفذة:

### سد القرعون

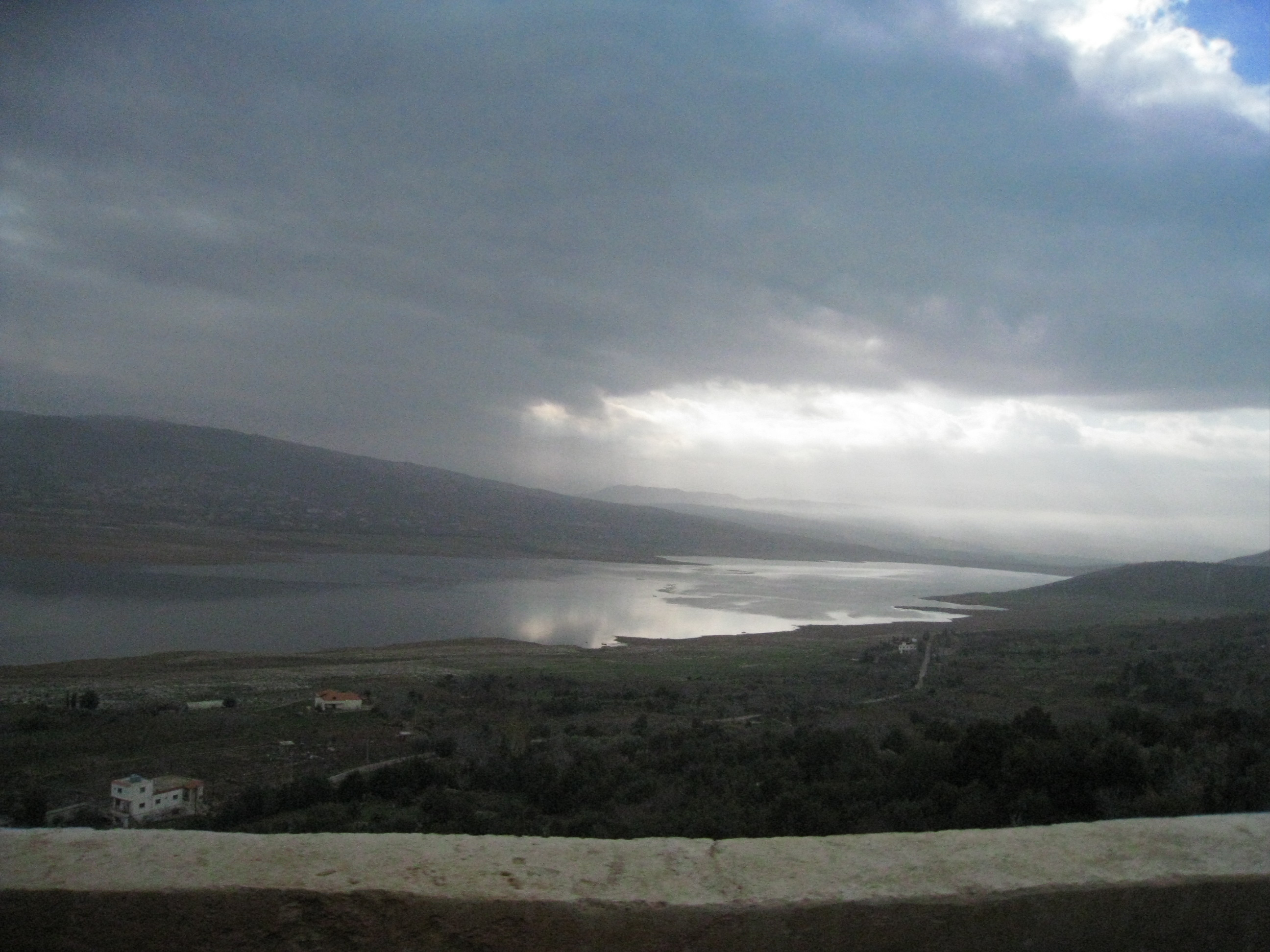
منظر لنهر الليطاني وبحيرة القرعون من على سدّ القرعون

نفذ في منطقة البقاع في الستينات على بحيرة القرعون الاصطناعية وهو أكبر سد مائي لبناني تبلغ سعته 220 مليون متر مكعب وارتفاعه 60 مترا وطوله 1090 مترا وتستعمل المياه التي يختزنها في توليد الطاقة الكهربائية وري الأراضي الزراعية في البقاع والجنوب.

### المعامل الكهربائية
مركبا، الأولي وجون: تشكل هذه المعامل الثلاث اليوم نسبة 10 % من الإنتاج الكهربائي في لبنان ولها قيمة اقتصادية عالية لأنها طاقة نظيفة متجددة وغير ملوثة للبيئة.

### مشروع الري النموذجي
يروي الأراضي الواقعة بين مجرى نهر الأولي شمالا ونهر سينيق جنوبا وبين مشارف مدينة صيدا وأسفل بحيرة أنان شرقاً.

### مشروع ري القاسمية ورأس العين
أُنجز عام 1951 ويعتبر من أهم مشاريع الري في لبنان عموماً، إذ يحتل المرتبة الأولى بين مشاريع الري اللبنانية، يروي حالياً حوالي 3200 هكتاراً من زراعات الموز والحمضيات.

### مشروع ري البقاع الجنوبي
يقع بين بحيرة القرعون جنوباً وجب جنين وكامد اللوز شمالاً، وتستمد المساحة المروية مياه الري من بحيرة القرعون عبر القناة 900 م ومن مصادر المياه الجوفية.

## المشاكل التي يعاني منها حوض الليطاني
أهم المشاكل والأخطار التي يتعرض لها قطاع المياه في حوض الليطاني خاصة ولبنان عامة:

### الاستغلال العشوائي والجائر لمصادر المياه
يتمثل هذا الاستغلال العشوائي بوجود آلاف الآبار الجوفية في الأحواض التابعة للمصلحة، التي تستنزف طاقة الخزان الجوفي عن طريق الاستغلال الجائر له.
وهذه الظاهرة الخطيرة أدت إلى تخريب العديد من الينابيع المتفجرة وإلى انخفاض خطير في مستويات المياه الجوفية، تبعه انخفاض في مستويات المياه السطحية.
وفي غياب الرقابة وسلطة القانون أنشئت مئات محطات الضخ المائي على مجاري الأنهر ونقاط المياه، وساهمت هذه المحطات في اختفاء العديد من الينابيع وفي تدهور الكثير من الأنهر الدائمة وتحجيم تصريفها.

### هجوم الملوثات على مصادر المياه
أهم هذه الملوثات:
- مياه الصرف الصحي والنفايات التي تطلقها المدن والمجمعات السكانية في مجاري الأنهر.
- المياه والفضلات التي تطلقها المصانع العائدة لتصنيع المنتجات الزراعية والحيوانية ( معامل أجبان/كونسروة/ محارم صحية / معامل السكر/ مزارع الدواجن / مسالخ ....).
- الاستعمال المتمادي للمبيدات والمخصبات والأدوية الزراعية التي تساهم مباشرة في رفع معدل الآزوت والمعادن الثقيلة في مياه الخزان الجوفي.

## التلوث الذي يعاني منه حوض الليطاني
العديد من سكان لبنان يعانون من الإصابة بأمراض سرطانية، حيث عملت منظمة الصحة العالمية على نشر دراسات حديثة أثبتت أن هناك أكثر من 17 ألف إصابة جديدة سجلت في عام 2018. كما أظهرت الدراسة أن 242 مصاباً بالسرطان بين كل 100 ألف لبناني، وهو معدل عالي جدا بالمقارنة مع معظم دول العالم. فإن نهر الليطاني يقطع البلاد من جنوبها إلى شمالها فقد بات مكبِا للنفايات السائلة الخارجة من المصانع وشبكات الصرف الصحي غير النظامية.
خلال العام 2018 تم إغلاق 79 مؤسسة صناعية غير مرخصة شرق لبنان تتسبب في تلويث النهر، وتم توجيه تنبيه لـ 72 مؤسسة مرخصة بهدف إلزامها بشروط التراخيص القانونية والبيئة والصحية. وجاءت هذه الإجراءات من مصلحة الليطاني بالتعاون مع وزارة الصناعة والتجارة اللبنانية.
مع العلم بأن رئيس المصلحة والوطنية قام بعدة إنذارات للمشاريع والمصالح الصناعية الواقعة على نهر الليطاني لكنها لم تأتي بأي نتيجة إيجابية، كمان أنها خصصت مبلغا ماليِا لكي تتم عملية التنظيف على النهر الراغ أنها لم تتم أيضا دلك ما أدى إلى ازدياد الأمر سوءا.

## طالع
- تل نبع الليطاني
- البيئة في لبنان